# 比菲耶尔
比菲耶尔（法語：Buffières，法語發音：[byfjɛʁ]）是法国索恩-卢瓦尔省的一个市镇，属于马孔区。

## 地理
比菲耶尔（46°25'48"N, 4°32'19"E）面积12.13 平方千米，位于法国勃艮第-弗朗什-孔泰大區索恩-卢瓦尔省，该省份为法国中部省份，北起顺时针与科多尔省、汝拉省、安省、罗讷省、卢瓦尔省、阿列省和涅夫勒省接壤。
与比菲耶尔接壤的市镇（或旧市镇、城区）包括：沙托、希德、锡维尼翁、弗勒冈德河畔拉维讷斯。

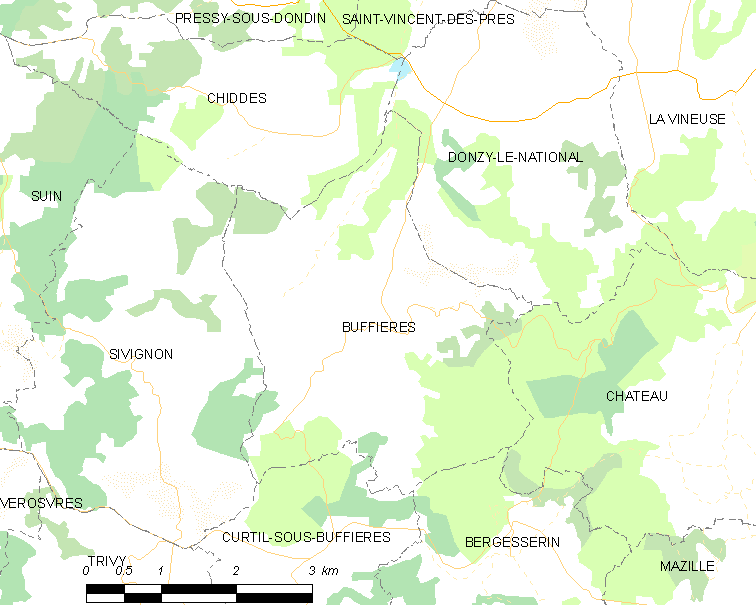
比菲耶尔的OSM定位图

比菲耶尔的时区为UTC+01:00、UTC+02:00（夏令时）。

## 行政
比菲耶尔的邮政编码为71250，INSEE市镇编码为71065。

## 政治
比菲耶尔所属的省级选区为克吕尼县。

## 人口

1962-2008年间比菲耶尔人口变化图示

比菲耶尔于2022年1月1日时的人口数量为277人。